# きのとや
株式会社きのとや（英: KINOTOYA）は、北海道札幌市白石区に本社を置く製菓販売業者。本項目では、持株会社「北海道コンフェクトグループ」や製造会社「Kコンフェクト」についても記述する。

## 概要
北海道産の原料を活用した洋菓子を製造・販売している。日本国内初となるケーキの宅配サービス開始を契機に1989年に1店舗の売上が日本一になるなど、一気に顧客を獲得していった。また、環境問題や社会貢献に対しても積極的に取り組んでいる。
名称は、創業者で代表取締役会長の長沼昭夫の義父の出身地である新潟県北蒲原郡中条町（現在の胎内市）に「乙寶寺」（おっぽうじ）という寺があり、「乙寺」（きのとでら）とも呼ばれていた。「乙饅頭」（きのとまんじゅう）という酒饅頭を作っている酒屋があり、創業から250年続いていることやお菓子とのつながりもあるので縁起が良い名前であると思い、義父の提案もあって平仮名で「きのとや」とした。また、「乙」（きのと）という文字には甲乙丙でいう2番目、女性的、お洒落という意味があり、洋菓子やケーキの店にぴったりだと思ったこと、2番目とは常に上を目指して謙虚に努力することであり、もっと美味しいお菓子や高品質のサービスを提供していくという思いを込めている。

## 主な商品

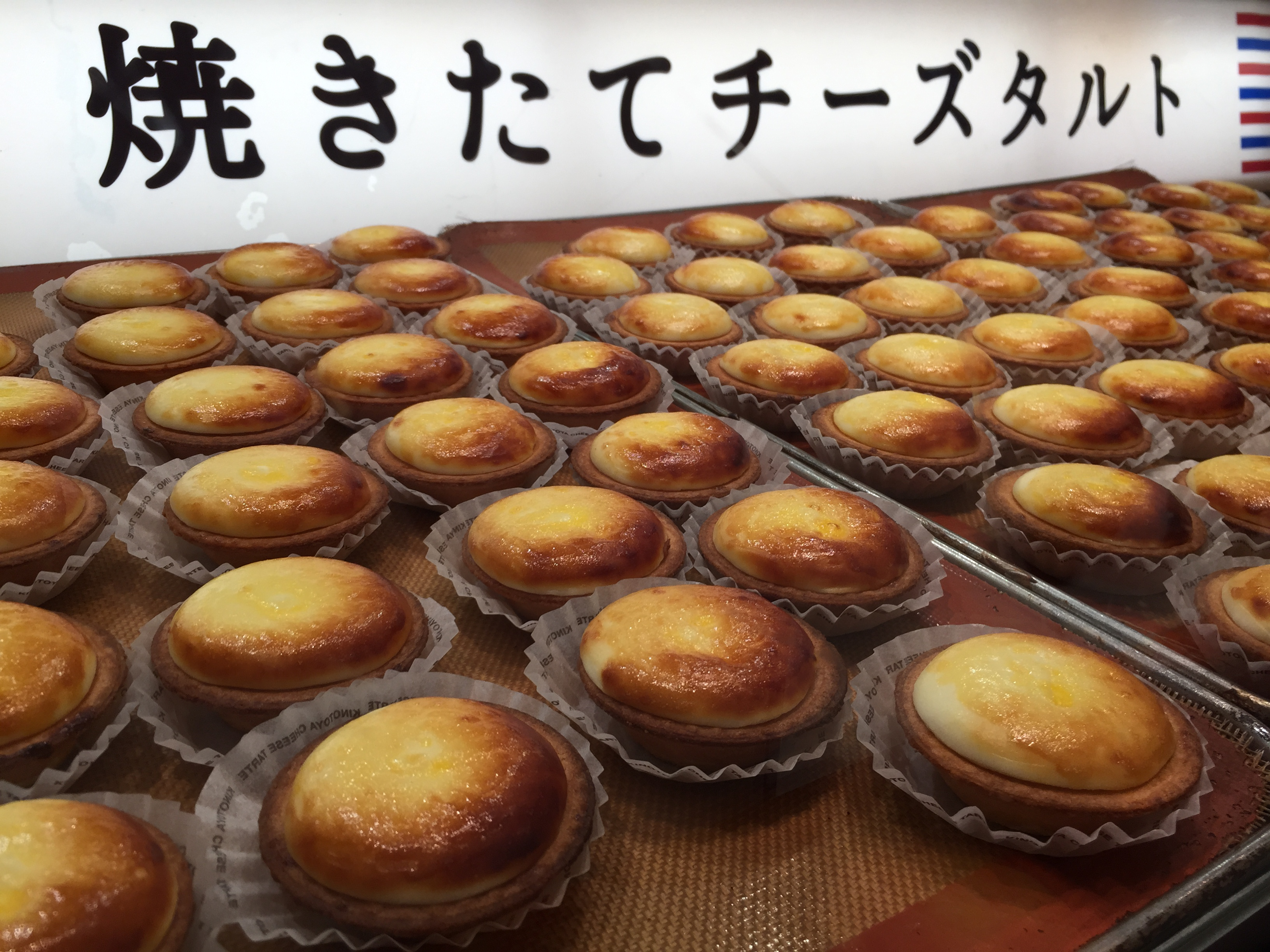
焼きたてチーズタルト

「デコレーションケーキ」を主力としているほか、北海道大学と提携してミルククッキー「札幌農学校」を販売し、売上の一部を北大に寄付している。
- ケーキ（札幌近郊限定）
- 焼きたてチーズタルト
- 札幌農学校
- 北海道焼きチーズ
- きのとやバームクーヘン
- 南郷通り
- スフレ
- プリン
- 北海道 黒千石のカラメルパイ
- エルムの森

## 沿革
「きのとや」創業は、金融会社を営んでいた長沼昭夫の義父が、現在の白石本店がある白石区南郷通にビルを建て、1階のテナントを探していたことがきっかけとなった。義父は「サラリーマンより自分で商売したほうが良い」「客がウキウキと楽しそうな菓子店が良い」とアドバイスしたことや、菓子店に入居して貰いたいのだが中々決まらずに困っており、「だったら自分でやってみよう」と思って創業を決意した。当初は喫茶店として営業しており、一級品の照明・食器や大理石造のショーケースを配置した豪華な内装とし、ケーキは仕入れることで対応しようと思ったたがどこも売ってくれず、知り合いのケーキ屋に頼み込んでようやく仕入れることができたものの、仕入れたケーキは思うように売れなかったため、職人を探してケーキの自社製造を始めることとし、事務所の一部を工房に改装し味にこだわる姿勢に転換した。また当初はパンも取り扱っていたものの半年ほどで撤退している。その後は廃棄量の削減を目的にデコレーションケーキの受注生産や札幌近郊への配達サービスも導入した。
- 1983年（昭和58年）：丸証の菓子事業部として白石区東札幌にて創業[8]。
- 1984年（昭和59年）：ケーキの宅配サービス開始[8]。
- 1985年（昭和60年）：丸証から分離独立し、「株式会社きのとや」設立[8]。
- 1989年（平成元年）：本社屋完成[8]。東区東苗穂に東苗穂センター工場完成[8]。
- 1996年（平成08年）：東苗穂センター工場に本社移転[8]。
- 1997年（平成09年）：サルモネラ菌による食中毒発生[8][9]。本事件を機に衛生管理を厳格化し、また毎年7月第3土曜7時30分には本社にて全従業員を集めての「安全祈願全体朝礼」を行っている[5]。
- 1999年（平成11年）：初の焼き菓子製品「きのとやスフレ」発売[2]。
- 2001年（平成13年）：「きのとや製菓株式会社」設立[8]。
- 2005年（平成17年）：ミルククッキー「札幌農学校」発売[2]。
- 2009年（平成21年）：長沼町に農業生産法人「きのとやファーム」設立[8]。
- 2012年（平成24年）：北海道キヨスクと提携した「KINOTOYA BAKE」が札幌駅構内にオープン[8][10]。
- 2013年（平成25年）：長沼昭夫の長男・長沼真太郎が東京で「BAKE」を創業し、東苗穂工場で商品の生産開始（2016年に白石区で自社工場稼働）[11]。
- 2017年（平成29年）：新冠町「新生ユートピア牧場」を継承し「きのとや直営農場ユートピア」として養鶏業に参入[2]。
- 2018年（平成30年）：日高町で「きのとや直営牧場ユートピア」を開業し酪農業に参入[2]。
- 2020年（令和2年）9月1日：新型コロナウイルスに伴う需要低迷を契機に「きのとや」の製造販売を分離。販売部門は2代目「きのとや」へ移管、製造部門を担当する初代法人は外販を担う子会社「きのとや製菓」と合併の上「Kコンフェクト」に改称する[12][13]。
- 2021年（令和3年）1月：自社牧場の牛乳を用いたラングドシャクッキー「スノーサンド」を発売[14]、その後同年12月に子会社「COC」による新ブランド「SNOWS」（スノー）に移管[15]。
- 2022年（令和4年）
  - 1月：子会社「COC」を通じて千秋庵製菓と業務提携[16]。
  - 9月16日：持株会社「北海道コンフェクトグループ」を設立、きのとやを初め札幌千秋庵製菓など計5社を傘下に置く[17]。
  - 9月30日：COCを通じて千秋庵製菓の過半数株を買収し傘下とする。

## 店舗
- 白石本店・KINOTOYA Cafe - 札幌市白石区東札幌3条5丁目1-20
- 琴似店・KINOTOYA Cafe - 札幌市西区八軒5条西3丁目4-16
- ファーム店・KINOTOYA Cafe - 札幌市清田区清田1条4丁目4-25
- 東苗穂工場直売店 - 札幌市東区東苗穂5条3丁目7-36
- 大丸店・KINOTOYA Cafe - 札幌市中央区北5条西4丁目 大丸札幌店地下1階
- 丸井今井店 - 札幌市中央区南1条西2丁目 丸井今井札幌本店大通館地下2階
- 大通公園店・KINOTOYA Cafe - 札幌市中央区大通西3丁目 北洋大通センター1階
- 新さっぽろ店 - 札幌市厚別区厚別中央2条5丁目 サンピアザ地下1階
- 新千歳空港店 - 千歳市美々 新千歳空港ターミナルビル センタープラザ2階
- 新千歳空港ファクトリー店 - 千歳市美々 新千歳空港ターミナルビル センタープラザ2階
- KINOTOYA BAKE ポールタウン店 - 札幌市中央区南2条西3丁目 さっぽろ地下街ポールタウン

## 受賞・選定
- 『北海道グッドデザインコンペティション2004』金賞「アンジェトワール」[8]
- 「はばたく中小企業・小規模事業者300社」[18]

## 北海道コンフェクトグループ
「札幌農学校」「SNOWS」などの新ブランドの台頭や千秋庵製菓のグループ入りを背景に、一体化したグループでの認知度の向上や戦略展開、持合株式の整理、海外展開の強化を目的として2022年9月に持株会社「北海道コンフェクトグループ」を設立。社名は海外展開を見据えて高品質な原材料の揃う北海道をイメージして北海道を冠したものとした。
子会社
- きのとや（2代目法人） - 洋生菓子販売・宅配、オンライン販売
- Kコンフェクト - グループ各社の菓子製造・開発、卸販売、催事事業
- COC - 「SNOWS」ブランド他新規ブランド開発運営、グループのデザイン・バックオフィス支援
- 千秋庵製菓 - 和洋菓子製造販売、オンラインビジネス物流支援
- ユートピアアグリカルチャー - 酪農事業、原材料加工、乳卵製品オンライン販売
- 北の食品 - ソーセージ、海産物等食品卸販売 2022年「木野商事」時代に買収

## テレビ番組
- 日経スペシャル カンブリア宮殿 札幌で絶大人気スイーツ店の秘密！ 危機から生まれた幸せ企業戦略（2014年7月17日、テレビ東京）[20]

## 書籍

### 関連書籍
- 『[きのとや]の挑戦 長沼昭夫の菓子づくり人生』（著者:長沼昭夫）（2022年7月25日、亜璃西社）ISBN 9784906740529